# Марко Кнежевић (генерал-мајор)
Марко Кнежевић витез од Сокоца (Млаковац, 1838 — Нови Сад, 25. јун 1909) је био аустријски генерал-мајор српског порекла.

## Биографија
Потиче из српске официрске породице са Кордуна. Уписао је кадетску школу, а завршио математичку школу у Карловцу. Војну каријеру почео је као кадет у Слуњској регименти. Учествовао је у Другом рату за уједињење Италије (1859) и стекао чин поручника. У аустријско-пруском рату учествовао је у бици код Кенигреца (Садове) 1866. године. Приликом окупације Босне и Херцеговине (1878) у чину капетана истакао се у бици код Бихаћа, када је освојен Соколац од Турака. Тада је од цара Франца Јозефа добио Орден гвоздене круне III степена и титулу витеза од Сокоца. Затим је служио у гарнизонима у Сомбору и Будимпешти и био заповедник 62. пешадијског пука у Марошвашархељу (данас Таргу Муреш). Предводио је 1893. изасланство овог пука у Минхен команданту, баварском принцу Лудвигу III, и био одликован Командирским крстом баварског реда за војне заслуге. Пензионисан је 1895. у чину пуковника, и настањује се у Суботици. Чин генерал-мајора добио је 1901. године. У Нови Сад је прешао 1903. године.
Био је наклоњен Српској народној слободоумној странци, а касније либералима Михаила Полит-Десанчића.
У браку са Олгом (рођ. Јовановић) из Суботице имао је синове Душана, Милоша, Лазара и Ивана.
Сахрањен је на Успенском гробљу у Новом Саду.